# Sindrome della morte improvvisa del lattante
La sindrome della morte improvvisa del lattante, nota anche come sindrome della morte improvvisa infantile o morte inaspettata del lattante oppure in terminologia comune "morte in culla" (in inglese Sudden Infant Death Syndrome o SIDS), è il decesso improvviso e inaspettato di un bambino minore di un anno di età, apparentemente sano. Rientrano in questa casistica le morti le cui cause restano non definite anche dopo l'effettuazione degli esami autoptici. Se un decesso con tali caratteristiche si verifica dopo l'anno di età, si parla di morte improvvisa dell'infante. 
La sindrome della morte improvvisa del lattante è la prima causa di morte dei bambini nati sani, oltre a essere la causa più comune in assoluto di morte tra il mese e l'anno di età. Circa il 90% dei casi si verifica prima dei sei mesi di età, con il picco di casi tra i due e i quattro mesi di età.
Talvolta, alcuni neonati vittime apparenti di SIDS, se soccorsi prontamente, possono essere rianimati; in questo caso si parla di "near miss SIDS" . Vi è comunque un alto rischio di lesioni cerebrali permanenti dovute ad anossia, con conseguente possibile disabilità.
Il supporto psicologico per le famiglie vittime di una SIDS è importante, in quanto la morte dell'infante è improvvisa, spesso senza testimoni e associata a un'indagine.

## Epidemiologia
Differenze di frequenza sono state riscontrate in correlazione al sesso e all'età del neonato, all'origine etnica (i neonati afroamericani, nativi d'America e nativi dell'Alaska appaiono avere un'incidenza maggiore di SIDS), al livello culturale ed economico dei genitori; è più comune nei bambini che nelle bambine. Altro fattore di rischio è la nascita prematura. Non sono disponibili metodi che riducano completamente il rischio di SIDS, sebbene vi siano diversi interventi che possono ridurre significativamente l'incidenza della SIDS nei bambini.

## Fattori di rischio
| Non modificabili | Modificabili                                                                                    |
| ---------------- | ----------------------------------------------------------------------------------------------- |
| Età < 5 mesi     | Fumo di sigaretta nell'abitazione                                                               |
| Prematurità      | Madre fumatrice durante la gravidanza o uso di cerotti per smettere di fumare                   |
| Inverno          | Insufficiente alimentazione e cura prenatale                                                    |
|                  | Uso di alcol e di eroina                                                                        |
|                  | Temperatura della stanza troppo elevata, eccessivo abbigliamento, eccessivo utilizzo di coperte |
|                  | Infezioni respiratorie                                                                          |
|                  | Posizione del sonno diversa da quella supina                                                    |
|                  | QT lungo                                                                                        |

A fronte dell'impossibilità di determinare una causa univoca, sono stati effettuati studi epidemiologici che hanno rilevato l'esistenza di alcuni fattori di rischio prevenibili e di altri non prevenibili; nessuno di questi è però causa specifica o diretta della SIDS. 
È stato proposto il requisito di una combinazione di fattori tra cui una sensibilità genetica sottostante, un lasso di tempo specifico nello sviluppo del bambino e un fattore ambientale di stress. Questi stress ambientali possono includere dormire sullo stomaco o su un lato, il surriscaldamento e l'esposizione al fumo di tabacco. Può anche avere un ruolo un soffocamento accidentale durante la condivisione del letto o soffocamento da oggetti morbidi.
Un altro fattore di rischio non modificabile può essere la gestazione di 37 settimane. Altre cause includono infezioni, disturbi genetici e problemi cardiaci. Numerosi studi dimostrano che tra i fattori principali vi è la posizione nel sonno diversa da quella supina (il rischio è infatti molto più alto se il neonato dorme appoggiato sullo stomaco, o su un fianco). È quindi fortemente consigliato mettere sempre il bambino a dormire supino (dorso della schiena appoggiato al letto, pancia in alto).
Mentre l'abuso infantile sotto forma di soffocamento intenzionale può essere erroneamente diagnosticato come SIDS, si ritiene che questo rappresenti meno del 5% dei casi.
I vaccini non sono considerati un fattore di rischio per la SIDS, anzi in alcuni casi hanno un effetto protettivo contro la stessa: la vaccinazione antidifterite-tetano-pertosse, ad esempio, risulta correlata con una riduzione della SIDS.
Accanto a numerosi studi in merito alla patogenesi della SIDS, hanno sempre più rilevanza quelli che si occupano delle aritmie cardiache su base genetica, ovvero delle canalopatie e in specie della sindrome del QT lungo. Anche se in numero più limitato alcuni casi di SIDS sono stati associati alla sindrome di Brugada, alla sindrome del QT breve, alla tachicardia ventricolare polimorfa catecolaminergica e a carenza di colinesterasi.

### Condivisione del letto dei genitori
La condivisione del letto dei genitori sembra aumentare l'incidenza della sindrome, in particolare se:
- uno o entrambi i genitori sono fumatori;[17]
- uno o entrambi i genitori fanno uso di alcol, droghe, farmaci;[18]
- si dorme su poltrone, divani, sofà, superfici morbide in cui ci sia la possibilità di "affondare".[19]

### Fumo passivo
Secondo l'U.S. Surgeon General's Report, il fumo passivo è connesso alla sindrome. I bambini morti per SIDS tendono ad avere maggiore concentrazione di nicotina e cotinine (che indica l'esposizione al fumo passivo) nei polmoni rispetto a bambini deceduti per altre cause. È assolutamente consigliabile che i genitori smettano completamente di fumare o almeno fumino solo fuori dalle mura domestiche.

## Prevenzione
Il National Health Service britannico ha proposto nel 2022 alcune raccomandazioni per ridurre il rischio di SIDS, basandosi in particolare sugli studi della Task force on sudden infant death syndrome and the committee on fetus and newborn statunitense:
1. Far dormire il neonato sulla schiena, a pancia in su (in posizione supina). Ciò determina il rischio più basso di morte improvvisa, mentre dormire sulla pancia determina il rischio più elevato (tra 1,7 e 12,9 più alto rispetto a dormire sulla schiena). Dormire lateralmente è ugualmente controindicato.[20]
2. Utilizzare una superficie di riposo piana, non inclinata.[20]
3. Alimentare possibilmente il neonato con latte materno, in quanto tale pratica è statisticamente associata a un più ridotto rischio di SIDS.[20]
4. È raccomandato che il neonato dorma in un proprio spazio (culla) collocato nella stanza del genitore, ma non nel letto parentale.[20]
5. Non collocare nell'area di riposo del neonato oggetti morbidi, quali: cuscini, peluche, giocattoli, topper per materassi, trapunte, materiali in pelliccia o a pelo lungo e biancheria da letto non adeguatamente tesa, come lenzuola e coprimaterassi liberi.[20]
6. L'utilizzo del ciuccio (succhiotto) prima di dormire o dei pisolini è associato a una ridotta incidenza di SIDS. Per i neonati allattati al seno, è consigliato introdurre il ciuccio quando l'allattamento è ben stabilito.[20][22]
7. Durante la gravidanza e dopo la nascita, l'esposizione del neonato al fumo e alla nicotina aumenta il rischio di SIDS.[20][3]
8. L'uso da parte dei genitori di alcol, marijuana, oppioidi e droghe durante la gravidanza e dopo la nascita, è statisticamente legato a un significativo aumento del rischio di SIDS.[20]
9. Evitare il surriscaldamento e la copertura eccessiva del neonato. In particolare, non coprire viso e testa, evitando l'uso di cappelli se non nelle prime ore di vita su indicazione del personale medico.[20]
10. È raccomandato di seguire cure prenatali regolari, essendovi prove epidemiologiche che collegano un rischio inferiore di SIDS nei neonati quando il genitore è sanitariamente seguito e opportunamente formato prima della nascita.[20]
11. È raccomandato di vaccinare i neonati in conformità alle linee guida sanitarie, poiché la profilassi vaccinale può avere un effetto riduttivo nel rischio di SIDS.[20]
12. Evitare l'uso di dispositivi commercializzati come in grado di ridurre il rischio di SIDS o comunque non conformi alle raccomandazioni, non esistendo prove di efficacia per alcuno di essi.[20]
13. Non utilizzare dispositivi per il monitoraggio cardiorespiratorio domestico come strategia per ridurre il rischio di SIDS. Sebbene l'uso di questi dispositivi non sia specificamente controindicato, non vi sono prove a supporto del fatto che l'utilizzo riduca il rischio di morte improvvisa e, al contrario, potrebbe generare nei genitori una diminuzione della soglia di attenzione.[20]
14. È raccomandato di porre il neonato a pancia in giù per brevi periodi di tempo mentre è sveglio e supervisionato, per facilitare lo sviluppo e ridurre l'incidenza di plagiocefalia posizionale.[20]
15. Evitare l'utilizzo di nastri o coperte come metodo per incoraggiare nel neonato la posizione supina, a causa dell'aumentato rischio di morte se il neonato si gira in posizione prona con tali dispositivi presenti.[20]

Ciascuna di queste raccomandazioni può avere approfondimenti a seconda della storia familiare o della condizione specifica del neonato.
È stato stimato che se l'abitudine di far dormire i bambini supini (a pancia in su) invece che proni (a pancia in giù) si fosse diffusa a partire già dagli anni settanta del Novecento, ovvero da quando erano disponibili le prime prove scientifiche e cliniche in merito, si sarebbe potuta salvare la vita di circa 10 000 bambini nel Regno Unito e almeno 50 000 in Europa, negli Stati Uniti e in Australasia.